# Sarmatia mago
Sarmatia mago är en fjärilsart som beskrevs av Druce 1891. Sarmatia mago ingår i släktet Sarmatia och familjen nattflyn. Inga underarter finns listade.